# Brassage d'exons
Pour les articles homonymes, voir brassage (homonymie).
Le brassage d’exons est un mécanisme moléculaire qui permet la formation de nouveaux gènes. C’est un processus grâce auquel deux exons ou plus, venant de gènes différents et de chromosomes non-homologues, sont rassemblés. Un même exon peut aussi être dupliqué et ainsi créer une nouvelle structure exon-intron.
Il existe différents mécanismes par lesquels le brassage d’exons se produit : brassage d’exons à médiation par transposon, cross-over pendant la recombinaison des génomes parentaux ou encore recombinaison illégitime. Le brassage d’exons suit certaines règles d’épissage.

## Historique
C'est en 1978 que Walter Gilbert évoqua pour la première fois le brassage d'exons en découvrant que l’existence d'introns pouvait jouer un grand rôle dans l'évolution des protéines. Il a été remarqué que la recombinaison au cœur des introns pouvait favoriser l'assortiment d'exons de manière indépendante. De plus, la présence de segments répétitifs au milieu des introns pouvait créer des zones favorables à la recombinaison afin de mélanger les exons. Cependant, la présence de ces introns chez les eucaryotes et leur absence chez les procaryotes a généré un débat à propos du moment où ces introns sont apparus. Deux théories ont émergé : celle dite "intron early" en anglais, et celle dite "introns late". Ceux qui supportent la théorie de l'"intron early" pensent que les introns et l'épissage de l'ARN seraient les reliques d'un monde basé sur l'ARN uniquement et donc que les procaryotes et les eucaryotes avaient tous des introns au début. Par la suite, les procaryotes auraient éliminé les introns afin d'avoir un meilleur rendement, alors que les eucaryotes auraient gardé les introns et la plasticité de leurs ancêtres. Parallèlement, ceux qui supportent la théorie de l'"intron late" pensent que les gènes des procaryotes sont proches des gènes ancestraux et que les introns apparurent plus tard dans les gènes des eucaryotes. Indépendamment de ces deux théories, il est clair que la structure exon-intron, exclusivement présente chez les eucaryotes, n'est pas figée; des introns sont continuellement insérés et retirés des gènes et l'évolution des introns est parallèle à l'évolution du brassage d'exons. 

## Le mécanisme du brassage d'exons

### Lors de la recombinaison méiotique
Lors de la prophase de la méiose, les chromosomes homologues s'attachent entre eux et c'est à ce moment-là que peuvent avoir lieu les crossing-over. Mais il se peut qu'une erreur survienne à ce moment et que le réarrangement se produise entre deux gènes d'un même chromosome. On a alors un échange de gènes.
De récentes recherches supposent que d'autres mécanismes pourraient être à l'origine du brassage des exons comme les hélitrons, les hélentrons ou ce qu'on appelle les séquence LTR. Il faut cependant que d'autres
recherches soient effectuées sur ces sujets pour confirmer leur implication dans le brassage des exons.

### Exemple
On peut donner l'exemple du gène tpa, un gène codant l'activateur tissulaire du plasminogène. Ce gène joue un rôle dans la limitation de la coagulation sanguine. On pense que ce gène est apparu à la suite d'un brassage et à la duplication d'exons ancestraux.